# Settore primario in Giappone

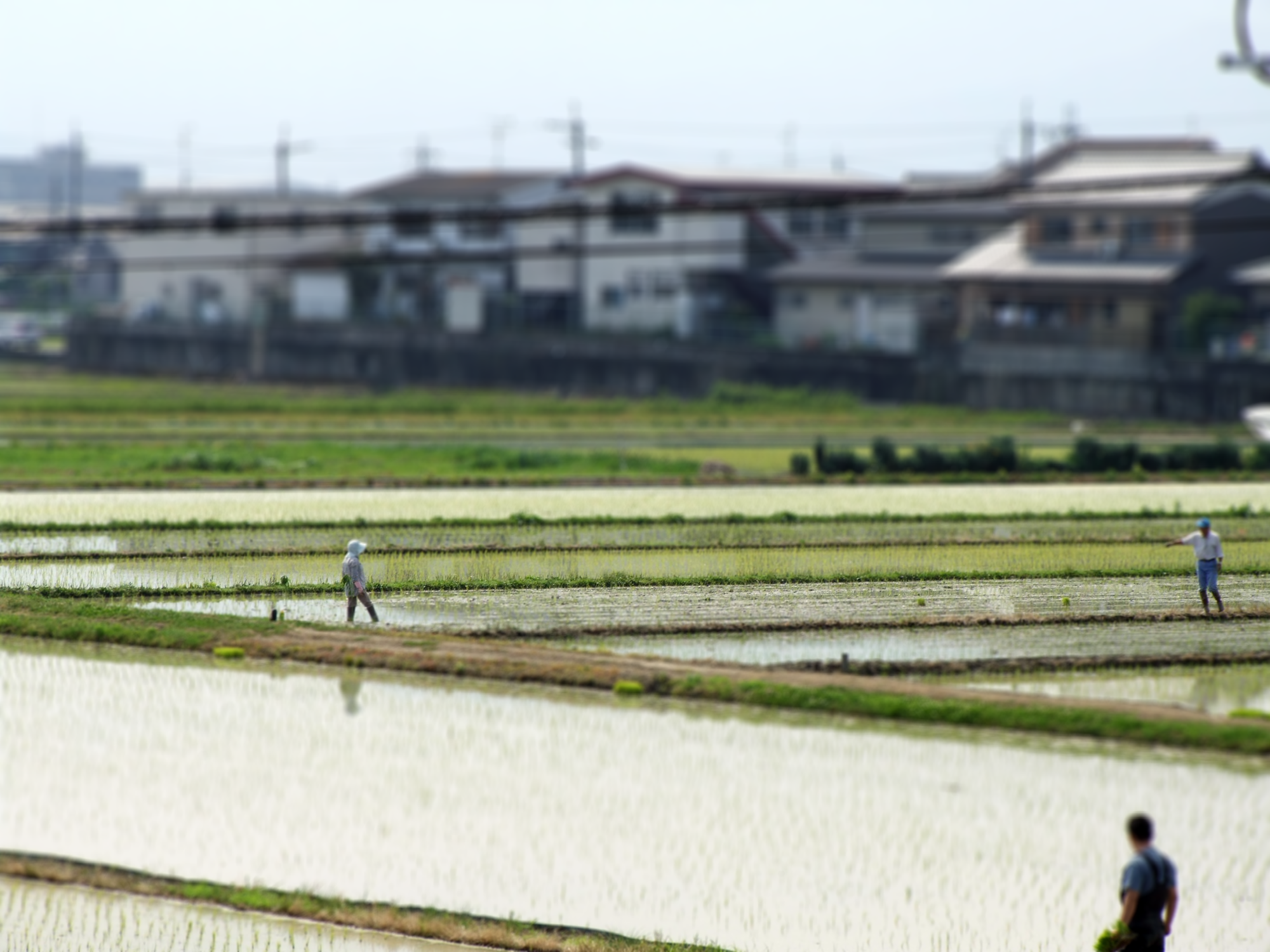
Campi di riso vicino alla stazione di Kasanui a Tawaramoto, Nara

Il settore primario in Giappone è costituito dalle attività economiche dell'agricoltura, della selvicoltura e della pesca, nonché dall'industria estrattiva dell'economia nazionale, ma insieme esse rappresentano soltanto l'1,3% del prodotto interno lordo. Solo il 12,4% del suolo del Giappone è adatto alla coltivazione, e l'economia agricola è fortemente sovvenzionata.
La principale coltura è il riso, ma si coltivano anche barbabietole, canna da zucchero, patate, patate dolci e frumento. Il tè si coltiva nelle isole di Kyūshū, Shikoku e Honshū meridionale, mentre Aomori è rinomata per le mele. Più della metà del territorio giapponese è occupato da foreste, dalle quali si ricava una discreta produzione di legname.
L'allevamento si concentra soprattutto su bovini, suini e bachi da seta, mentre la pesca rappresenta un fiore all'occhiello dell'economia nazionale per quantità di pesce sbarcato, in particolare sardine, sgombri e salmoni.

## Storia

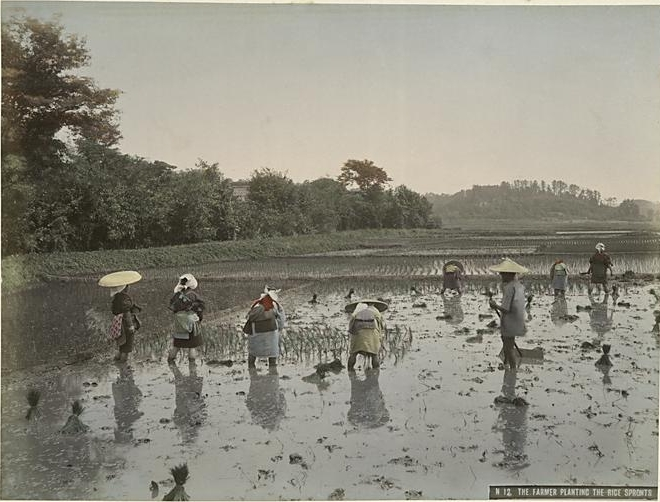
Coltivazione di riso negli anni 1890. Scene come questa rimasero virtualmente immutate fino agli anni 1970 in alcune parti del Giappone.

L'agricoltura, la selvicoltura e la pesca dominarono l'economia giapponese fino agli anni 1940, ma in seguito andarono declinando fino a divenire scarsamente rilevanti (vedi agricoltura nell'Impero giapponese). Alla fine del XIX secolo (periodo Meiji), questi settori avevano rappresentato più dell'80% dell'occupazione. L'occupazione in agricoltura diminuì nel periodo prebellico, ma il settore era ancora il più grande datore di lavoro del paese (circa il 50% della manodopera) alla fine della Seconda guerra mondiale. Essa diminuì ulteriormente al 23,5% nel 1965, all'11,9% nel 1977 e al 7,2% nel 1988. L'importanza dell'agricoltura nell'economia nazionale continuò in seguito il suo rapido declino, con la quota della produzione agricola netta sul PIL ridottasi infine tra il 1975 e il 1989 dal 4,1% al 3%. Alla fine degli anni 1980, l'85,5% degli agricoltori giapponesi erano impegnati anche in altre occupazioni al di fuori dell'agricoltura, e la maggioranza di questi agricoltori a tempo parziale guadagnavano la maggior parte del loro reddito da attività non agricole.
Il periodo di grande crescita economica che interessò il Paese negli anni 1950 lasciò gli agricoltori assai indietro sia rispetto al reddito sia alla tecnologia agricola. Per tali ragioni essi furono attratti dalla politica di controllo alimentare del governo, in base alla quale erano garantiti alti prezzi del riso e gli agricoltori erano incoraggiati ad aumentare la produzione di qualsiasi  coltura di loro scelta. Gli agricoltori diventarono così produttori di massa di riso, trasformando perfino i loro orti in campi di riso. La loro produzione lievitò a oltre 14 milioni di tonnellate alla fine degli anni 1960, un risultato diretto della più vasta superficie coltivata e dell'aumentata resa per unità di superficie, dovuta al miglioramento delle tecniche di coltivazione.
Si svilupparono tre tipi di nuclei familiari agricoli: quelli impegnati esclusivamente in agricoltura (14,5% dei 4,2 di famiglie agricole nel 1988, in calo dal 21,5% nel 1965); quelli che ricavavano più di metà del loro reddito dalla coltivazione (14,2%, in calo dal 36,7% nel 1965); e quelli impegnati principalmente in lavori diversi dall'agricoltura (71,3%, in aumento dal 41,8% nel 1965). Via via che sempre più famiglie si rivolgevano ad attività non agricole, la popolazione contadina diminuì (in calo da 4,9 milioni nel 1975 a 4,8 milioni nel 1988). Il tasso di decremento rallentò alla fine degli anni 1970 e negli anni 1980, ma l'età media degli agricoltori salì a 51 anni entro il 1980, dodici anni più alta del dipendente industriale medio. Storicamente e ancora oggi, il numero delle donne agricoltrici supera quello degli uomini agricoltori. I dati del governo per il 2011 mostravano che le donne guidavano più dei tre quarti delle nuove imprese agricole. Il trend è confermato dai dati più recenti del 2015, secondo i quali la percentuale di donne in posizioni di responsabilità sul totale dei dipendenti delle imprese agricole oscilla tra il 39,3% e il 46,0% per le aziende di diretta proprietà e tra il 40,9% e il 63,1% per le imprese a conduzione familiare.
Gli ultimi dati disponibili confermano queste tendenze verso una maggiore professionalizzazione e industrializzazione dell'attività agricola giapponese. Nel 2015, le imprese agricole a conduzione familiare erano 1,33 milioni rispetto a 1,96 milioni nel 2005 (-32%). Tuttavia, tra il 2010 e il 2015 era aumentato il numero di imprese con un valore delle vendite superiore a 50 milioni di yen (all'epoca, circa 382.750 euro). Contemporaneamente, il numero di imprese agricole in forma societaria nel 2015 era aumentato del 220% in 10 anni (da 8.700 a 18.857), mentre la loro quota sul totale delle vendite di prodotti agricoli è salita dal 15% al 27%.
Per quanto riguarda la manodopera agricola, il numero di occupati in maniera prevalente in imprese agricole a conduzione familiare era sceso tra il 2005 e il 2015 del 22% (da 2,24 milioni a 1,74 milioni). Il numero di addetti a tempo pieno era però salito del 60% (da 61.094 a 99.393), mostrando una decisa trasformazione da manodopera familiare a manodopera dipendente. Contestualmente, il numero di dipendenti a tempo pieno nelle imprese agricole di tipo societario era raddoppiato (da 52.888 a 104.285), e il 47% degli stessi aveva 44 anni o meno, segnando dopo anni un importante ingresso di giovani in agricoltura. Tale novità è confermata dalla crescita del numero di nuovi entranti in agricoltura (65.030 nel 2015, +13% rispetto all'anno precedente), tra i quali il numero di coloro che avevano meno di 49 anni era 23.030, il più alto dal 2007.

## Agricoltura

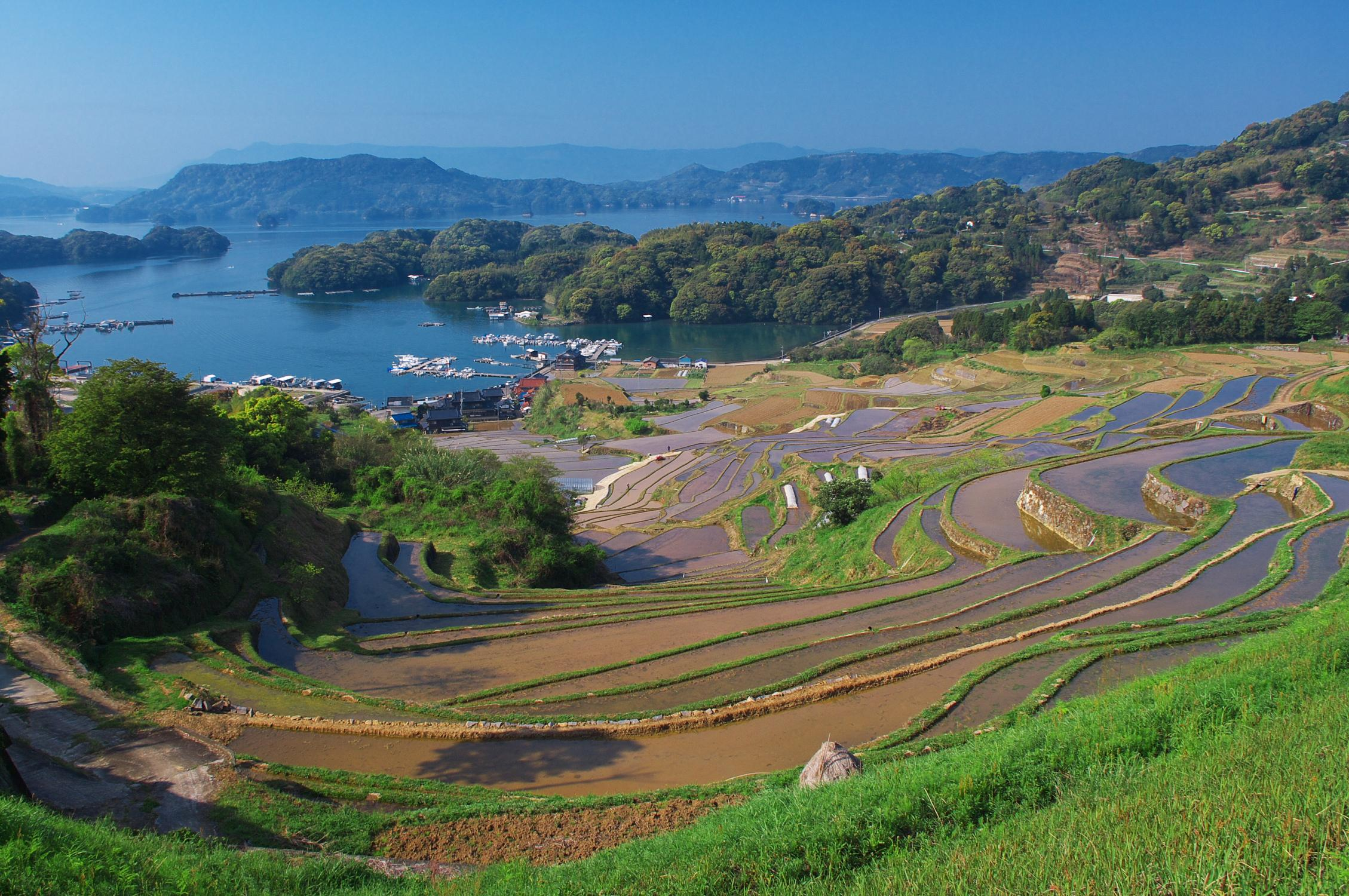
Il terrazzamento è da secoli una delle principali tecniche di coltivazione in Giappone, in ragione della scarsità di terreno coltivabile

La caratteristica più impressionante dell'agricoltura giapponese è la scarsità di terra coltivabile. I 49.000 chilometri quadrati in coltivazione costituivano appena il 13,2% della superficie terriera totale nel 1988. Tuttavia la terra è soggetta a coltivazione intensiva. Le risaie occupano la maggior parte della campagna, sia sulle pianure alluvionali, sui pendii terrazzati, che nelle zone umide e nelle baie costiere. I terreni coltivabili diversi dalle risaie si dividono le terrazze e i pendii più bassi e sono piantati a frumento e orzo in autunno e a patate dolci, ortaggi e riso secco in estate. La consociazione delle colture è comune: tali colture sono alternate con fagioli e piselli. Altre importanti piante alimentari sono la barbabietole e la canna da zucchero, mentre nel sud del paese sono presenti le maggiori piantagioni di tè; tra le colture fruttifere hanno notevole importanza gli agrumi, le ciliegie e le mele, la cui produzione si concentra principalmente nella prefettura di Aomori.
L'agricoltura giapponese è stata definita come un settore "malato" perché deve lottare con una varietà di vincoli, come la disponibilità rapidamente decrescente di terra arabile e i redditi agricoli in calo. Il problema dell'eccedenza di riso fu ulteriormente aggravato dagli ampi mutamenti nelle diete di molti giapponesi durante gli anni 1970 e 1980. Anche una grave perdita del raccolto di riso verificatasi in quel periodo non ridusse le scorte accumulate di più del 25% della riserva. Nel 1990, il Giappone era autosufficiente al 67% per i prodotti agricoli e copriva intorno al 30% dei suoi fabbisogni di cereali e foraggi.
Il tasso di concentrazione dei terreni agricoli tra gli agricoltori professionali era aumentato tra il 2001 e il 2011 per poi rallentare. Nel 2014 era ripreso ad aumentare e da allora sta crescendo in maniera costante. Nel 2015, la percentuale di proprietà agricole con una superficie uguale o superiore a 10 ha (ad eccezione di quelle nello Hokkaidō) era salita dall'11% al 27% in dieci anni. In particolare, la quota delle aree di proprietà di aziende agricole di tipo societario era cresciuta nello stesso periodo dal 2,5% al 7,2%, confermando il processo in atto di consolidamento della proprietà agricola, promosso anche da specifiche politiche del governo giapponese.
La produzione agricola totale è andata diminuendo dopo il suo picco di 11.700 miliardi di yen nel 1984, ma aumentava a 8.800 miliardi di yen nel 2015, un aumento di 400 miliardi di yen rispetto all'anno precedente a causa dell'incremento dei prezzi dei prodotti agricoli. Il reddito agricolo prodotto saliva a 3.300 miliardi di yen, una crescita di 500 miliardi di yen rispetto all'anno precedente, raggiungendo per la prima volta in 8 anni la soglia dei 3.000 miliardi di yen.

## Allevamento

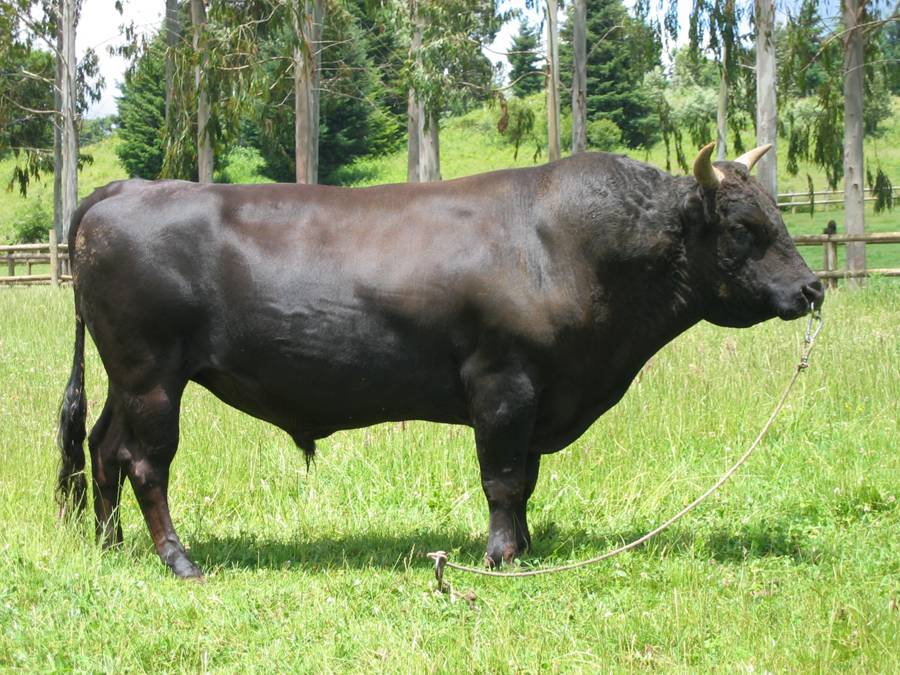
Un toro wagyū, termine con cui si indicano alcune delle più pregiate razze bovine giapponesi

L'allevamento di bestiame è, nel contesto dell'economia giapponese, un'attività di importanza secondaria. La domanda di carne di manzo crebbe negli anni 1900, e gli agricoltori spesso passarono dall'industria casearia alla produzione di manzo di alta qualità (e alti costi), come il manzo di Kobe. Durante tutti gli anni 1980, la produzione nazionale di carne di manzo soddisfaceva oltre il 2% della domanda. Nel 1991, come risultato delle pesanti pressioni degli Stati Uniti, il Giappone pose fine alle quote sulle importazioni di patate nonché di agrumi. Le mucche da latte sono numerose nello Hokkaidō, dove il 25% degli agricoltori gestisce aziende casearie, ma le mucche da latte sono allevate anche a Iwate, nel Tōhoku e vicino a Tokyo e Kōbe. I bovini da carne sono concentrati perlopiù nello Honshū occidentale e nel Kyūshū. I maiali, i più antichi animali domestici allevati per l'alimentazione, si trovano dappertutto. Quella di maiale è la carne più popolare.
La maggior parte del manzo importato viene dall'Australia, poiché il manzo degli Stati Uniti e del Canada fu bandito dopo i primi casi di encefalopatia spongiforme bovina  (la cosiddetta "mucca pazza") in quei paesi. Quei bandi furono poi tolti nel 2006.
Il numero delle aziende zootecniche in Giappone è in diminuzione, principalmente a causa del crescente numero di allevatori che si ritirano per l'età avanzata e della scarsità dei loro successori. Nonostante ciò il numero di animali per allevamento è in crescita. Agli inizi del Novecento il Giappone era inoltre il più grande produttore mondiale di seta grezza, ma la produzione di bozzoli di bachi da seta è diminuita drasticamente passando da circa 400.000 tonnellate prodotte da 2,21 milioni di bachicoltori nel 1929 ad appena 130 tonnellate prodotte da 349 bachicoltori nel 2016.
Per quanto riguarda i prodotti, la produzione di latte crudo nel 2015 era salita dell'1,0% rispetto all'anno prima a 7,41 milioni di tonnellate grazie all'aumento della resa di latte per mucca a pascolo libero, sebbene il numero di mucche allevate a pascolo libero stia calando. Sempre nel 2015, la produzione di carne di manzo era scesa del 5,4% in confronto all'anno precedente a 475.000 tonnellate a causa della riduzione del numero di bovini da carne allevati. I prezzi delle transazioni dei vitelli sono stati alti. Le produzioni di carne suina e di uova sono generalmente rimaste invariate negli anni recenti. Tuttavia la produzione di polli aveva raggiunto un livello record grazie all'accresciuta consapevolezza in campo salutistico (1.517.000 tonnellate).

## Selvicoltura

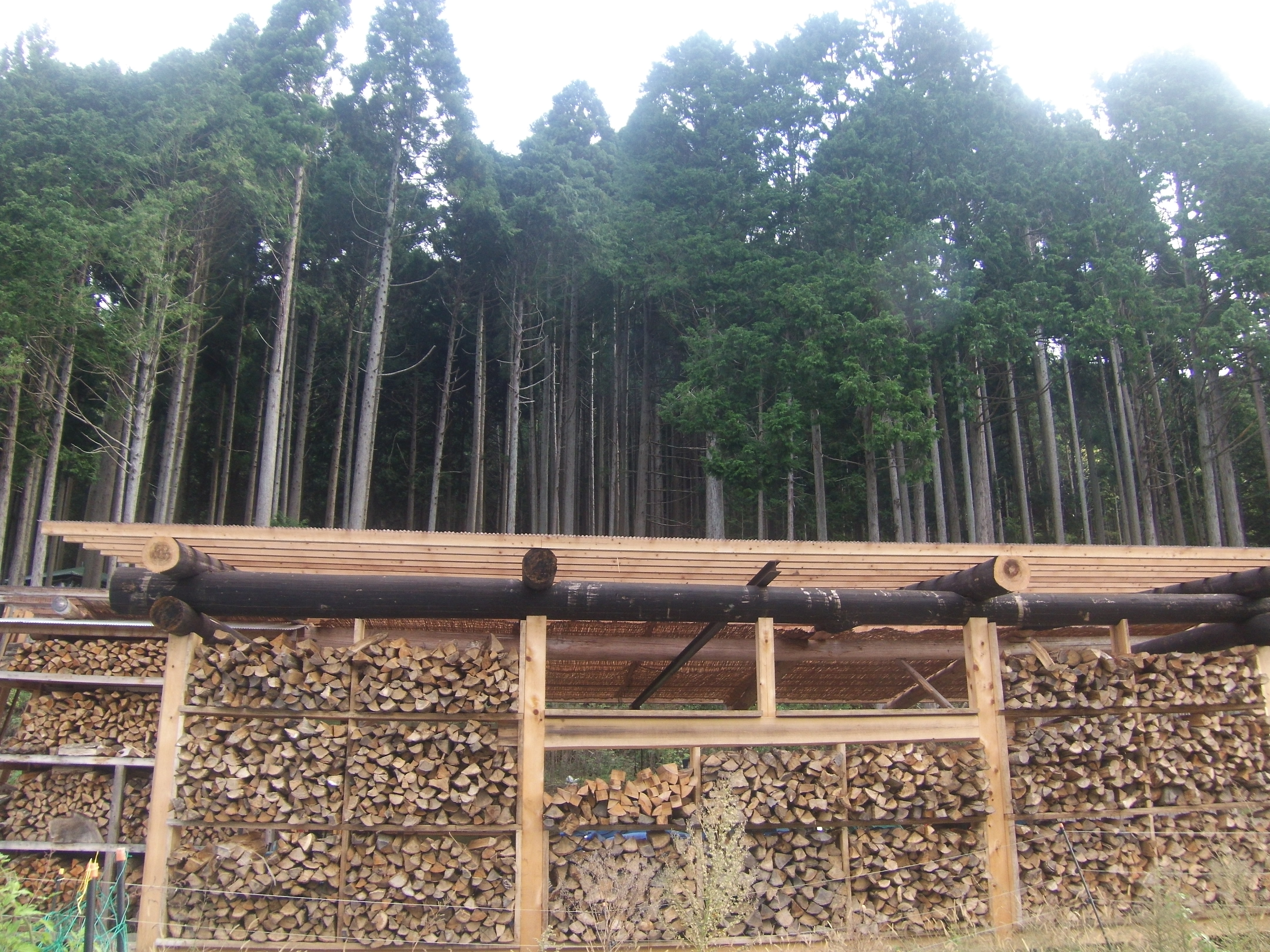
Legname pregiato di cedro rosso giapponese, Cryptomeria japonica (Kitayama sugi)

Le risorse forestali della nazione, sebbene abbondanti, non sono state ben sviluppate per sostenere una industria del legname di grandi dimensioni. Dei 245.000 km² di foreste del Giappone, 198.000 km² sono classificati come foreste attive. Molto spesso la selvicoltura è un'attività a tempo parziale per agricoltori o piccole aziende. Circa un terzo di tutte le foreste sono di proprietà del governo. La produzione di legname è più alta in Hokkaidō e nelle prefetture di Aomori, Iwate, Akita, Fukushima, Gifu, Miyazaki e Kagoshima. Negli ultimi anni la domanda di legno in Giappone sta dando segnali di ripresa dopo aver raggiunto il minimo storico nel 2009, ma non è ancora tornata ai livelli del 2008. Nel 2015 essa era pari a 75,16 milioni di m³, di cui 24,92 milioni di m³ coperti dalla produzione interna e 50,24 milioni di m³ dalle importazioni. Per quanto riguarda la destinazione d'uso, circa il 40% della domanda e oltre il 50% della domanda interna di legno proviene dall'edilizia (in Giappone, circa la metà dei nuovi edifici sono costruzioni di legno).

## Pesca

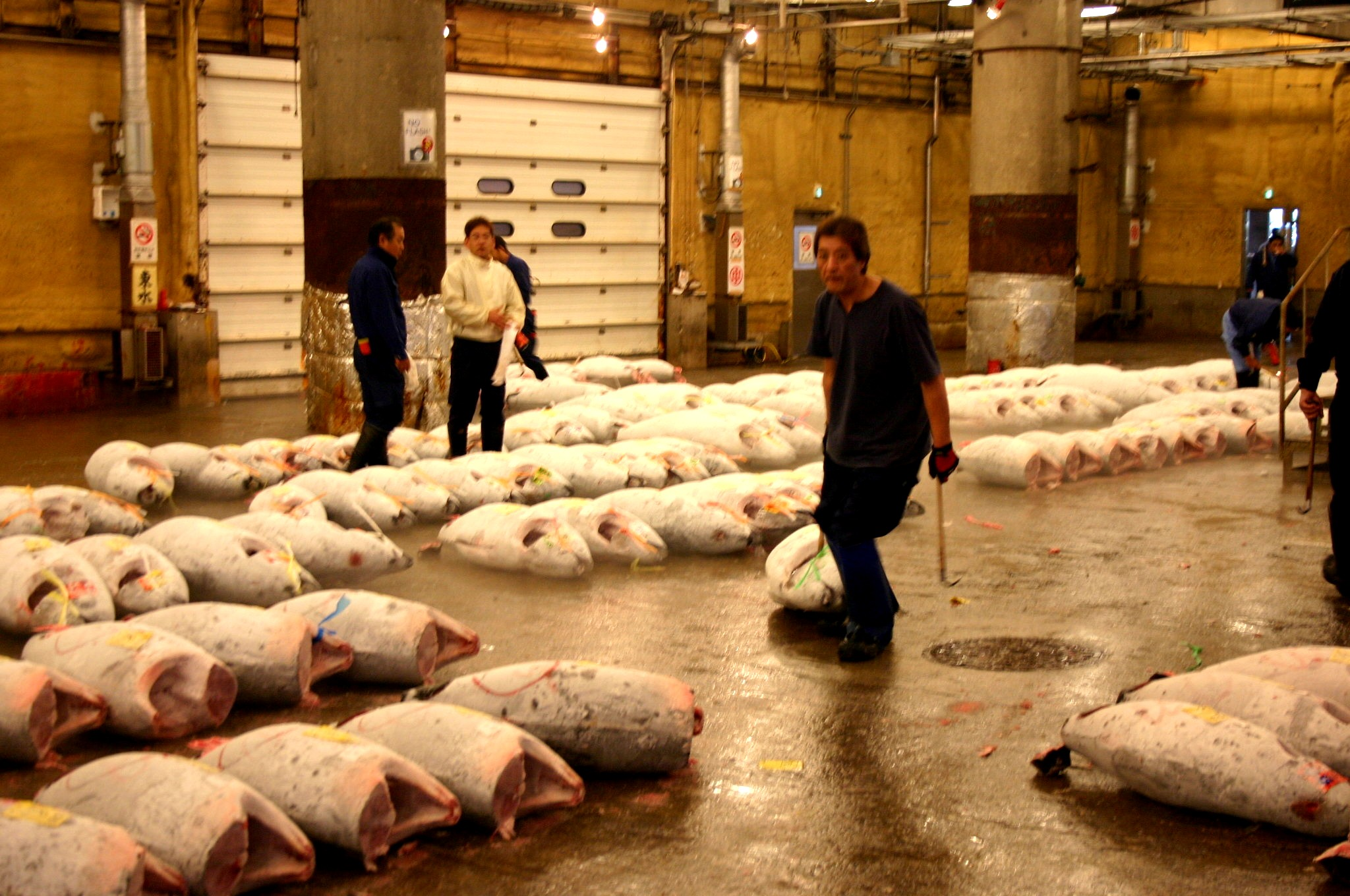
L'asta dei tonni nel mercato ittico di Tsukiji

Dopo la crisi energetica del 1973, la pesca d'altura in Giappone diminuì, con la cattura annuale che negli anni 1980 raggiungeva una media di 2 milioni di tonnellate. Le zone di pesca d'alto mare rappresentavano una media del 50% delle catture totali di pesce della nazione alla fine  degli anni 1980, sebbene esse abbiano sperimentato ripetuti alti e bassi durante quel periodo. Le zone di pesca costiere fornirono catture più piccole delle zone di pesca settentrionali nel 1986 e nel 1987. Nel complesso, le catture di pesce del Giappone registrarono una lenta crescita alla fine degli anni 1980. Al contrario, le importazioni giapponesi di prodotti marini aumentarono notevolmente negli anni 1980, arrivando a quasi 2 milioni di tonnellate nel 1989.
L'industria della pesca giapponese, sia interna che d'oltremare, è da tempo incentrata sul mercato ittico di Tsukiji, a Tokyo, che è uno dei più grandi mercati all'ingrosso del mondo per i frutti di mari freschi, congelati e trasformati.
Il Giappone ha inoltre promosso grandemente le tecniche dell'acquacoltura o coltivazione marina. In questo sistema, si usano tecniche di inseminazione e di covata artificiale per allevare pesci e molluschi, che sono poi liberati nei fiumi o nei mari. Questi pesci e molluschi sono catturati dopo che diventano più grandi. Il salmone è allevato in questo modo.
Il Giappone ha più di 2.000 porti pescherecci, inclusi Nagasaki, nel Kyūshū sudorientale; Otaru, Kushiro e Abashiri nello Hokkaidō. I principali porti pescherecci sulla costa pacifica di Honshū comprendono Hachinohe, Kesennuma e Ishinomaki lungo la costa di Sanriku, nonché Chōshi, Yaizu, Shimizu e Misaki ad est e a sud di Tokyo.
Il Giappone è anche una delle poche nazioni del mondo che pratica la caccia alle balene. Come membro della Commissione internazionale per la caccia alle balene, il governo giapponese ha promesso solennemente che le sue flotte avrebbero limitato la loro cattura alle quote internazionali, ma si è attirato il disprezzo internazionale per il suo rifiuto di firmare un accordo che poneva una moratoria alla caccia dei capodogli. Ogni anno il Giappone conduce la "caccia alle balene a scopo di ricerca" per le balene di Minke negli oceani che circondano l'Antartide.
Due delle più grandi società ittiche del Giappone sono la Nippon Suisan Kaisha e la Maruha Nichiro; ciascuna impiega più di 10.000 persone e possiede filiali in tutto il mondo.
Secondo i dati più recenti, nel 2015 il volume di produzione delle zone di pesca e dell'acquacoltura giapponesi era di 4,69 milioni di tonnellate, che è di 80.000 tonnellate inferiore a quella dell'anno precedente. La produzione delle zone di pesca marine si era ridotta di 170.000 tonnellate a 3,55 milioni di tonnellate. Pectinidi e costardelle erano diminuiti, mentre le sardine giapponesi e i maccarelli erano aumentati. L'acquacoltura era cresciuta di 80.000 tonnellate passando a 1,07 milioni di tonnellate. Ugualmente aumentati erano pectinidi e alghe marine. La produzione delle zone di pesca e dell'acquacoltura dell'entroterra era salita di 5.000 tonnellate a 69.000 tonnellate.
In termini di valore, sempre nel 2015 la produzione dell'industria ittica e dell'acquacoltura nazionali era aumentata di 87,6 miliardi di yen rispetto al 2014 salendo a 1.591,6 miliardi di yen. Le zone di pesca marine totalizzavano un valore di 1.001,1 miliardi di yen, con una variazione in aumento di 34,3 miliardi di yen rispetto all'anno precedente. L'acquacoltura marina a sua volta aveva raggiunto i 486,9 miliardi di yen, con una variazione positiva di 42,6 miliardi yen. Anche le attività ittiche e l'acquacoltura interne erano aumentate di 10,7 miliardi di yen fino a 103,6 miliardi di yen.

### Posizione del governo
Il Ministero dell'agricoltura, delle foreste e della pesca del Giappone è l'organo del governo responsabile per l'industria della pesca. L'Agenzia giapponese della pesca ricorda che il Piano fondamentale per la pesca fu sviluppato nel 2007 dal governo, che sta lavorando per stabilire attività ittiche e pratiche di pesca durature e forti promuovendo il ripristino totale dell'industria della pesca. Questo si può realizzare favorendo prospezioni e ricerche sulle risorse ittiche, la promozione della gestione internazionale delle risorse in acque internazionali, promuovendo la cooperazione internazionale all'interno dei campi di pesca internazionali e migliorando gli ambienti per tutta la vita acquatica nelle acque interne, promuovendo al tempo stesso l'acquacoltura. Questo ripristino consiste di molte fasi diverse, inclusi il ripristino e la gestione delle risorse ittiche di alta qualità.
Tra le altre priorità del governo giapponese vi è lo sviluppo di nuove tecnologie per migliorare le attività ittiche, sia incorporando quelle necessarie per il posto di lavoro, sia creando e sfruttando le proprietà intellettuali. In cima alla lista vi è inoltre la riorganizzazione delle organizzazioni dei lavoratori dell'industria ittica dall'alto verso il basso. Il governo fornisce sostegno alle associazioni degli operatori della pesca aiutandoli ad acquisire le nuove attrezzature necessarie per ridurre il consumo di combustibile, attraverso l'introduzione di sistemi operativi a risparmio energetico. Al fine di mantenere una forte manodopera nell'industria della pesca, il governo ha poi programmi per incoraggiare gli studenti universitari a informarsi sull'industria della pesca come possibile percorso do carriera. Questo comprende il sostegno ad attività che forniscono l'opportunità di sperimentare la pesca con le reti fisse e l'acquacoltura. Il governo fornisce anche ai potenziali addetti informazioni su posti di lavoro presso industrie della pesca in tutto il mondo, mentre tiene seminari di lavoro con imprese ben conosciute del settore della pesca giapponese. C'è anche un programma di formazione sul posto sponsorizzato dal governo per gli individui che progettano di fare carriera nell'industria della pesca.
Le attività della pesca in Giappone sono governate dall'Agenzia giapponese della pesca. L'Agenzia è organizzata in quattro dipartimenti: Dipartimento per la pianificazione delle politiche della pesca, Dipartimento per la gestione delle risorse, Dipartimento per lo sviluppo delle risorse e Dipartimento per i porti pescherecci. Il Dipartimento per la pianificazione delle politiche della pesca è responsabile della pianificazione delle politiche concernenti l'industria della pesca e di tutte le questioni amministrative che accompagnano l'organizzazione. Il Dipartimento per la gestione delle risorse pianifica lo sviluppo continuo delle industrie della pesca giapponesi. Il dipartimento per lo Sviluppo delle risorse è responsabile della ricerca scientifica e dello sviluppo nel campo delle industrie della pesca. Infine, il dipartimento per i porti pescherecci è la base per le attività di produzione ittica come pure per la distribuzione e la trasformazione dei prodotti marini.

### Tecniche
- Pesca dell'ayu
- Tenkara, un tipo di pesca con la mosca
- Nave fattoria
- Barriere artificiali, usate per aumentare le attività di pesca sostenibile sulla linea costiera
- Pesca guidata dai delfini